# Tamara (ort)
Tamara är en ort i Colombia.   Den ligger i departementet Casanare, i den centrala delen av landet, 250 km nordost om huvudstaden Bogotá. Tamara ligger 1 120 meter över havet och antalet invånare är 2 007.
Terrängen runt Tamara är huvudsakligen kuperad. Tamara ligger uppe på en höjd. Runt Tamara är det glesbefolkat, med 11 invånare per kvadratkilometer. Det finns inga andra samhällen i närheten. I omgivningarna runt Tamara växer huvudsakligen savannskog.